# Backlash (videogioco)
Backlash è un videogioco sparatutto in prima persona pubblicato nel 1987 per Atari ST e nel 1988 per Amiga dall'azienda britannica Novagen. Consiste nel pilotaggio rasoterra di un imprecisato mezzo fantascientifico in campo aperto.
Ricorda molto Encounter della Novagen, uscito per computer della precedente generazione, e più in generale appartengono entrambi al genere del classico Battlezone. A volte fu paragonato anche a Starglider.
Venne sviluppato principalmente da Paul Woakes, autore anche di Encounter e all'epoca conosciuto per il successo Mercenary.
Nel 1988 ci fu un tentativo di proporre Backlash anche come videogioco arcade, nella macchina multigioco INTEC Video Systems della East Midlands Leisure basata sull'Atari ST, ma l'esperimento non risultò redditizio.

## Modalità di gioco
Il giocatore pilota un mezzo fluttuante a bassa quota sopra uno sconfinato deserto alieno, piatto e uniforme, inizialmente grigio, dai contorni sfumati verso l'orizzonte. Come oggetti fissi si possono incontrare solo piccole installazioni nemiche con forme geometriche futuristiche.
La visuale è tridimensionale in prima persona e gli oggetti sono disegnati con grafica piena non vettoriale. La scena occupa tutto lo schermo, senza pannelli attorno; gli unici display sono di tipo HUD (in sovraimpressione) e sono il radar che sta al centro dello schermo, attorno al piccolo mirino, e i punteggi in alto.
I controlli consistono semplicemente nello spostamento avanti e indietro, rotazione a destra e sinistra, e sparo in avanti con munizioni illimitate.
I proiettili sono palle di fuoco lanciate frontalmente, che in lontananza rimbalzano sul terreno se non hanno colpito nulla.
Gli avversari sono strani oggetti che volano, come creature e dischi volanti, che fuoriescono da basi sotterranee. Sparano a loro volta proiettili simili a quelli del giocatore, che possono essere distrutti al volo.
Ci sono in tutto circa una decina di diversi tipi di nemici. All'aumentare della difficoltà alcuni sparano proiettili a raffica, altri a spruzzo.
Il radar circolare a centro schermo mostra i nemici nelle vicinanze come puntini e anche i loro proiettili, con un colore diverso. 
Gli attacchi nemici arrivano in continuazione, senza tregua. Il giocatore perde una vita se viene colpito.
La distruzione dei nemici produce schizzi di detriti.
Aumentando il punteggio si avanza nei livelli. Si passa dall'uno all'altro senza interruzioni e cambiano i colori di sfondo del terreno e del cielo, in particolare nel cielo si alternano scenari diurni e notturni. I tipi di nemici presenti diventano più sofisticati e la difficoltà aumenta, ma l'ambiente in sostanza rimane lo stesso e non ci sono obiettivi specifici o variazioni nel gameplay.

## Accoglienza
Ai suoi tempi, di solito Backlash fu piuttosto apprezzato dalla stampa di settore in Europa, in entrambe le sue versioni (molto simili tra loro).
Praticamente tutte le riviste lodarono in particolare l'animazione tridimensionale, molto veloce e fluida.
Qualche giudizio tiepido era dovuto invece alla ripetitività del gameplay e degli scenari.
Tra le riviste più entusiaste ci furono Computer and Video Games e Aktueller Software Markt, che lo considerarono un hit, e Zzap! che gli assegnò un voto del 92%, tutte relative alla versione Atari ST.